# Língua teneteara
O teneteara ou tenetehára é uma língua indígena brasileira. Pertence à família linguística tupi-guarani, do tronco tupi. Subdivide-se nos dialetos guajajara e tembé.